# Nuits blanches (album)
Pour les articles homonymes, voir Nuit blanche.
Albums de Clara Morgane
DéCLARAtions
(2007) So Excited
(2014)
Singles
1. Le Diable au corps
Sortie : 12 juillet 2010[1]
2. IL
Sortie : 24 janvier 2011[2]
3. Good Time
Sortie : 23 mai 2011[3]
4. Mademoiselle X
Sortie : 18 septembre 2011[4]
5. Je t'adore
Sortie : 12 février 2012
6. Comme un Boomerang
Sortie : 18 septembre 2012

Nuits blanches est le second album studio de la chanteuse Clara Morgane, sorti le 29 novembre 2010, trois ans après son album DéCLARAtions.

## Genèse
Clara Morgane a débuté l'écriture de chansons pour l'album dès 2008, de suite après la fin de la promotion de son précédent album. Elle est à l'origine de la totalité des textes de cet album qu'elle a coécrit avec la chanteuse et compositrice Salwa Lakrafi. Elle présente pour la première fois ses deux premiers titres de son nouvel album : IL et Même si je sais durant tout le dernier trimestre de cette même année au Bobin'O alors qu'elle y mène une revue. Elle commence l'enregistrement de son album en 2009 avec les producteurs Simon Cole, Boulawan, Essaï et Humphrey Milondo et Gaël Queffurus. L'album devait sortir à l'origine courant 2009 et devait avoir des influences pop, pop-rock mais Clara Morgane rencontra à ce moment-là le DJ Jey Didarko et décida de retravailler ses titres pour en faire un album électro-pop. Quasiment l'ensemble de l'album est retravaillé avec les DJ du Syndicat of Bass, Jey Didarko, Antoine Clamaran et Hakimakli afin d'en faire un album calibré pour les dancefloors.
Les thèmes des chansons abordent les thèmes de l'amour, la passion et le désir, ses bons et ses mauvais côtés, l'addiction qu'elle peut provoquer et aussi un titre sur la mode (Hype). Clara Morgane cible spécifiquement les moments vécus dans sa vie pour les transcrire sur ses titres. La pochette et les photos de Nuits Blanches ont été réalisées par Gyslain Yarhi.
Trois singles ont été extraits de l'album. Le Diable au Corps, IL dont le clip a été censuré par toutes les chaînes de télévisions compte tenu de la nudité totale de Clara au début de celui-ci, et Good Time qui se verra doté de deux clips radicalement différents. 
Un quatrième titre a été diffusé à partir de septembre 2011, il s'agit de Mademoiselle X et a servi à promouvoir l'album et le calendrier 2012 de la chanteuse.
En 2012, deux nouveaux singles sont édités : Je t'adore et Boomerang. Un troisième titre est également sorti en 2013 : Ce qu'il me faut.

## Listes des pistes[8]
Liste des titres
| #   | Titre                                                    | Compositeur(s)                          | Producteur(s)                                  | Durée |
| --- | -------------------------------------------------------- | --------------------------------------- | ---------------------------------------------- | ----- |
| 1.  | Vous                                                     | Simon Cole                              | Clara Morgane, Laurence Lorenzon               | 2:56  |
| 2.  | Le Diable au Corps (Syndicat Of Bass ~ Jey Didarko Edit) | Boulawan                                | Clara Morgane, Florian Gazan                   | 3:21  |
| 3.  | Même si je sais (Remix By Jey Didarko)                   | Christophe Emion, Essaï                 | Clara Morgane, Christine Roy                   | 3:49  |
| 4.  | Celle que je suis                                        | Clara Morgane, Jey Didarko              | Clara Morgane, David Koubbi                    | 3:16  |
| 5.  | Mademoiselle X                                           | Clara Morgane, Jey Didarko              | Clara Morgane, Laurence Lorenzon               | 3:14  |
| 6.  | IL                                                       | Humphrey Milondo, Gaël Queffurus        | Clara Morgane, Christine Roy, Christophe Emion | 3:34  |
| 7.  | Good Time                                                | Clara Morgane, Simon Cole, JohnVonParis | Clara Morgane                                  | 3:48  |
| 8.  | French Kiss                                              | Clara Morgane, Jey Didarko              | Clara Morgane                                  | 3:28  |
| 9.  | Nuit Blanche                                             | Clara Morgane, Boulawan                 | Clara Morgane, Sandra Zeitoun                  | 3:41  |
| 10. | Un peu beaucoup                                          | Boulawan                                | Clara Morgane, Laurence Lorenzon               | 3:33  |
| 11. | Hype                                                     | Clara Morgane, Boulawan                 | Clara Morgane                                  | 3:44  |
| 12. | Le Diable au Corps                                       | Boulawan                                | Clara Morgane, Florian Gazan                   | 3:45  |

Liste des titres Itunes
| #   | Titre                          | Compositeur(s)                          | Producteur(s)    | Durée |
| --- | ------------------------------ | --------------------------------------- | ---------------- | ----- |
| 13. | Comme un boomerang             | Serge Gainsbourg                        | Serge Gainsbourg |       |
| 14. | Je t'adore                     | Jey Didarko                             | Clara Morgane    | 3:33  |
| 15. | Je t'adore (acoustique)        | Jey Didarko                             | Clara Morgane    | 3:44  |
| 16. | Good Time (version acoustique) | Clara Morgane, Simon Cole, JohnVonParis | Clara Morgane    | 5:07  |

## DVD
| #  | Titre                                   | Réalisateur      | Producteur(s)  | Durée |
| -- | --------------------------------------- | ---------------- | -------------- | ----- |
| 1. | Haut Perchée                            | Sébastien Spelle | Sandra Zeitoun | 17:02 |
| 2. | Making-of du Diable au Corps            | Jérémy Laplane   | Sandra Zeitoun | 8:48  |
| 3. | Making-of de la séance photo de l'album | _                | Clara Morgane  | 4:28  |
| 4. | EPK inédit de l'album                   | _                | Clara Morgane  | 16:09 |
| 5. | Le Diable au Corps - Vidéoclip          | Julien Bloch     | Clara Morgane  | 3:45  |

### Haut Perchée
Haut Perchée est le court-métrage présent sur le DVD de l'album, réalisé par Sébastien Spelle, sur une idée originale de Sandra Zeitoun et Clara Morgane. Le court-métrage aborde le thème de la violence faite aux femmes et plus particulièrement, l'agression sexuelle.

#### Synopsis
Une jeune femme passe la nuit à faire la fête dans une soirée libertine arrosée. Trois jours plus tard, elle se réveille euphorique dans une luxueuse chambre sous le regard de domestiques inconnues qui s'active autour d'elle. La gouvernante du château lui explique qu'elle est en sécurité ici et que les domestiques vont s'occuper d'elle. Pourquoi est-elle là et pourquoi ne se souvient-elle de rien de ces trois derniers jours ? L'euphorie passée, la nervosité s'installe suivi de l'angoisse... De violents souvenirs de cette période oubliés font surface. Et si cette vie paradisiaque ne cachait pas une vérité beaucoup moins agréable à admettre ?

#### Fiche technique
- Titre original : Haut Perchée
- Réalisation : Sébastien Spelle
- Scénario : Émilie Dulle, sur une idée originale de Clara Morgane et Sandra Zeitoun.
- Consultant artistique : Willow
- Décors : Alain Juteau et Joffray Simon
- Costumes : Alexis Arnault
- Photographie : Thibaud Danton
- Montage : David Poucet
- Musique : Nacim El Mounabbih
- Production : Sandra Zeitoun et Élodie Houri
- Sociétés de production : Bomba's Productions
- Société de distribution : Sony
- Pays d'origine : France
- Langue originale : Français
- Genre : Thriller
- Durée : 14 minutes
- Dates de sortie : 29 novembre 2010

#### Distribution
- Clara Morgane : Clara
- Jey Didarko : DJ / L'interne
- Marie-Sophie L. : Marâtre / Infirmière en chef
- Cyrielle : Servante / Infirmière blonde
- Victoria Olloqui : Servante / Infirmière brune
- Willow : Le chirurgien
- Claire Nebout : L'inspecteur
- Laurent Prudhomme : Policier en tenue fourgon
- Ouma Bah : Infirmière scanner
- Nicolas Briançon : L'agresseur

#### Chansons du film
- Le Diable au Corps (Clara Morgane - Florian Gazan / Boulawan)
- Vous (Clara Morgane - Laurence Lorenzon / Simon Cole)
- Celle que je suis (Clara Morgane - David Koubbi / Jey Didarko)
- IL (Clara Morgane - Christine Roy - Christophe Emion / Humpfrey Milondo - Gaël Queffurus (Bustafunk)
- French Kiss (Clara Morgane / Jey Didarko)
- Même si je sais (Clara Morgane - Christine Roy - Christophe Emion / Essaï)
- Good Time (Clara Morgane - Simon Cole - Johnvonparis)
- Mademoiselle X (Clara Morgane - Laurence Lorenzon / Jey Didarko)

## Singles

### Le Diable au Corps
1. Le Diable Au Corps (Radio Edit)  3:45
2. Le Diable Au Corps (Syndicat Of Bass Edit)  3:21
3. Le Diable Au Corps (Hakimakli Remix)  3:55
4. Le Diable Au Corps (Antoine Clamaran Mix)  6:52

### IL
1. Il (Radio Edit)  3:34
2. Il (Didarclub Remix By Jey Didarko)  3:38
3. Il (Hakimakli Remix)  3:40

### Good Time
1. Good Time (Album Version)  3:38
2. Good Time (Version Acoustique)  3:00
3. Good Time (Jey Didarko Remix)  3:40

### Mademoiselle X
1. Vous (Album Version)  2:56
2. Il (Didarclub Remix By Jey Didarko)  3:38
3. Mademoiselle X (Videoclip Making-of Calendrier 2012)  4:19

## Autres supports
Outre l'album et les airplays, deux des singles de Nuits Blanches sont sortis sur des compilations estivales partagés entre différents artistes. Il s'agit des titres Le Diable au Corps et Good Time.
| - Plus de Hits Dancefloor 2010 (30/08/2010) - Le diable au corps (Radio Edit) 3:41 - No. 1 Dancefloor, Vol. 2 (11/10/2010) - Le diable au corps (Radio Edit) 3:41 - R&B Français : Itunes Essentials (06/12/2010) - Le diable au corps (Syndiçat of Bass) [Jey Didarko Edit] 3:21 | - Plus de Hits Pour 2011 (24/01/2011) - Le diable au corps (Radio Edit) 3:41 - Summer Hits 2011 (27/06/2011) - Good Time (By Jey Didarko) 3:39 - Sea, Hits and Sun (05/09/2011) - Good Time 3:47 |